# ムンド・マヤ国際空港
ムンド・マヤ国際空港（ムンド・マヤこくさいくうこう、スペイン語: Aeropuerto Internacional Mundo Maya）は、グアテマラ共和国フローレスサンタ・エレナ郊外に位置する国際空港である。フローレス国際空港（フローレスこくさいくうこう、スペイン語: Aeropuerto Internacional de Flores）とも呼ばれる。
ティカルやヤシュハーといったマヤ文明の遺跡を抱えるフローレス周辺地域の国内線・国際線の航空交通を担っており、グアテマラシティ、ベリーズシティといった遠距離地域と結ばれている。
ムンド・マヤ国際空港は、グアテマラ国内の他の空港と同様に拡張工事が行われており、将来的にはより大型の航空機とより多くの航空便の受入れが可能になる。

## 乗り入れ航空会社
- アビアンカ航空 グアテマラシティ
- トランスポルテス・アエロエス・グアテマルテコス グアテマラシティ
- トロピック・エアー ベリーズシティ

## かつて乗り入れていた航空会社
- ティカル・ジェッツ・エアライン グアテマラシティ、カンクン、ベリーズシティ
- アビアテカ グアテマラシティ、カンクン、メリダ
- コンチネンタル航空（コンチネンタル・エクスプレス） ヒューストン
- マヤン・ワールド・エアラインズ グアテマラシティ、カンクン
- アエロカリベ カンクン
- アエロケツァール グアテマラシティ、カンクン
- アエロビアス グアテマラシティ、カンクン、ベリーズシティ
- インテル＝タカ グアテマラシティ、プエルト・バリオス、サンサルバドル
- マヤ・アイランド・エアー ベリーズシティ